# Thorsten Naumann
Thorsten Naumann (* 12. August 1971 in Hagen) ist ein ehemaliger deutscher Langstreckenläufer.
1995 kam er bei den Halbmarathon-Weltmeisterschaften in Belfort auf Rang 71 und bei den Crosslauf-Europameisterschaften in Alnwick auf Rang 40. Im Jahr darauf belegte er bei den Crosslauf-Weltmeisterschaften in Stellenbosch Platz 156, bei den Crosslauf-EM in Charleroi Platz 40 und siegte beim Silvesterlauf Trier. Bei der Universiade 1997 gewann er die Silbermedaille über 5000 Meter und erreichte den vierten Platz über 10.000 Meter.
1997, 1999 und 2000 wurde er Deutscher Meister über 10.000 Meter.
Naumann startete für den TuS Mayen (1988–94), LAV Bayer Uerdingen/Dormagen (1995–97) und USC Mainz (ab 1998).

## Bestzeiten
- 3000 Meter: 7:47,46 min, 18. August 1995, Köln
  - Halle: 7:48,87 min, 2. Februar 1997, Stuttgart
- 5000 Meter: 13:41,50 min, 11. Juli 1998, Nürnberg
- 10.000 Meter: 28:17,93 min, 24. Mai 1997, Osnabrück
- Halbmarathon: 1:05:37 h, 1. Oktober 1995, Belfort